# Sakar Peak
Der Sakar Peak (englisch; bulgarisch връх Сакар wrach Sakar) ist ein 355 m hoher Berg auf der Livingston-Insel im Archipel der Südlichen Shetlandinseln. In den Vidin Heights ragt er 0,54 km nordöstlich des Perperek Knoll, 0,64 km südöstlich des Samuel Peak, 1,25 km südsüdöstlich des Madara Peak und 2,2 km westsüdwestlich des Chelis-Nunataks auf.
Bulgarische Wissenschaftler kartierten ihn bei Vermessungen der Tangra Mountains zwischen 2004 und 2005. Die bulgarische Kommission für Antarktische Geographische Namen benannte ihn 2005 nach dem Sakargebirge im Südosten Bulgariens.